# Arroyo Juan González Grande
El Arroyo Juan González Grande es un curso de agua uruguayo que atraviesa el departamento de  Colonia perteneciente a la cuenca hidrográfica del Río de la Plata.
Nace en la Cuchilla San Salvador y desemboca en el arroyo de las Vacas tras recorrer alrededor de  17 km.